# 門垣逸夫
門垣 逸夫（かどがき いつお、1943年3月27日 - ）は、熊本朝日放送株式会社（KAB）特別顧問。元社長、元取締役会長、元新聞記者。熊本県出身。熊本高校、九州大学法学部出身。

## 来歴
熊本市中央区坪井町生まれ、1967年朝日新聞社入社(同期は元鎌倉市市長の竹内謙)。新聞記者として秋田、佐賀、久留米、小倉、福岡支局を転々とした後、東京本社政治部、編集局次長、文化企画局、経営戦略室、役員を経て2004年6月熊本朝日放送代表取締役社長に就任。2009年より取締役会長に就任。

## 人物
- 本人曰くひねくれた人格で受験は滅法弱く、一発合格できたのは高校と就職試験だけだった。入社後10年間地方を転々としたのは自分だけで、同期の仲間は早々と本社に転勤した。また東京本社時代も首相官邸、厚生省、野党、自民党、大蔵省、外務省、ふたたび首相官邸と持ち場を転々、2年間と同じ持ち場や職場にいたことがなかった。役員時代は経営戦略、出版、グループ企業統括を担当。
- 趣味は多岐にわたるが、ひとつとしてモノにならない。最近ではゴルフをしているものの一向に上達せず。スコアは110前後を死守しているとのこと。（本人曰く百獣の王）釣りは自社CM撮影中にボウズという設定ながら、撮影中に大物を釣りあげた。
- 1日2～3箱のたばこを吸うヘビースモーカーである[1]。受動喫煙の防止を目的とした近年の禁煙対策について「喫煙者の人権弾圧運動」「ヒステリックで、ファシズムを連想させる」「弱い者いじめでしかない」と述べている[1][2]。
- 自社のマスコットキャラクター「ケービィー」とともに自社CMにもよく出演していた。
- 元鎌倉市長の竹内謙とは朝日新聞社時代の同期。コラム中にエピソードが載っている。(悪友来る、なお、コラム中はK君と紹介しているが、K君は鎌倉市長に当選したこと、そして2期務めたことが載っている。)